# Comedia erorilor
Comedia erorilor (1589–94) este prima comedie jucată a lui William Shakespeare. Este bazată pe piesele lui Plautus: Menaechmi și Amphitruo. Comedia povestește istoria a două perechi a câte doi gemeni care în ambele cazuri seamănă unul cu altul și confuziile cauzate de acest lucru. 